# Stephen Eustáquio
Stephen Antunes Eustáquio (Leamington, 21 dicembre 1996) è un calciatore canadese con cittadinanza portoghese, centrocampista del Porto e della nazionale canadese.

## Carriera

### Club

#### Gli inizi
Nato a Leamington, Ontario, da genitori portoghesi, Eustáquio ha iniziato a giocare a calcio con il Leamington Minor Soccer, trasferendosi in Portogallo all'età di 7 anni. Dopo aver iniziato con gli amatori del Nazarenos, ha trascorso due stagioni nella terza divisione con il Torreense.

#### Leixões
Il 7 giugno 2017, Eustáquio ha firmato con il Leixões per una somma non rivelata. Il 23 luglio ha esordito nella sua prima partita da professionista in una vittoria casalinga per 2-0 contro l'Académico de Viseu nel primo turno della Taça da Liga, giocando tutti i 90 minuti, e il suo debutto nella Segunda Liga è stato il 6 agosto in una sconfitta in trasferta per 4-1 contro il Real Massamá.

#### Chaves
Il 31 gennaio 2018, Eustáquio è passato al Chaves, firmando un contratto di cinque anni e mezzo dopo il pagamento della sua clausola di rescissione di €500.000. Ha esordito in Primeira Liga quattro giorni dopo, giocando l'intera partita nella vittoria esterna per 2-1 contro il Feirense; ha segnato il suo primo gol nella massima serie il 14 aprile, contribuendo a rimontare il risultato per un pareggio 3-3 contro il Boavista.
Il 14 settembre 2018, in una partita di Coppa di Lega portoghese allo Stadio do Dragão, Eustáquio ha segnato un pareggio in extremis che ha aiutato il Chaves a pareggiare 1-1 e a ottenere il loro primo punto di sempre nel terreno di casa del Porto.

#### Cruz Azul
Il 15 gennaio 2019, Eustáquio si è trasferito al Cruz Azul della messicana Liga MX. Vítor Severino, che aveva lavorato come assistente dell'allenatore Luís Castro al Chaves, lo ha descritto come "il tipico giocatore della La Masia, del Barcellona". Al suo debutto, contro il Tijuana, è stato espulso pochi minuti dopo essere entrato in campo come riserva, ma alla fine il video assistant referee lo ha ammonito solo con un cartellino giallo dopo la revisione; poco dopo, però, è stato portato fuori in barella a causa di un infortunio.
Dopo essere stato fuori per otto mesi a causa di un infortunio, Eustáquio è tornato in campo il 22 settembre 2019, giocando per la squadra Under-20 in preparazione per il suo ritorno completo.

#### Paços de Ferreira
Nel dicembre 2019, Eustáquio è stato ceduto in prestito al club di massima serie portoghese del Paços de Ferreira per il resto della stagione. Ha esordito in campionato il 11 gennaio 2020, nel pareggio per 0-0 in trasferta contro il Portimonense.
Eustáquio ha accettato un altro prestito nel settembre 2020. Nell'anno seguente, nel gennaio, il trasferimento è stato reso permanente per una cifra di 2,5 milioni di euro. Ha segnato il suo primo gol per loro il 24 ottobre, chiudendo il pareggio per 1-1 in campionato contro il Nacional, e sei giorni dopo ne ha aggiunto un altro in una vittoria per 3-2 su Porto allo Estádio da Mata Real.
Il 10 aprile 2021 Eustáquio è stato espulso dopo 22 minuti nella sconfitta casalinga per 5-0 contro il Benfica, ricevendo un cartellino rosso diretto per un fallo su Julian Weigl. Ha fatto il suo esordio in campo europeo il 5 agosto, e ha segnato il terzo gol nella vittoria per 4-0 in casa contro il Larne nel terzo turno di qualificazione della UEFA Europa Conference League.

#### Porto
Nel gennaio 2022 Eustáquio è stato prestato al Porto per il resto della stagione 2021-22, con opzione di acquisto. Ha giocato la sua prima partita il 6 febbraio, entrando in campo al posto di Fábio Vieira nel finale di una vittoria per 2-0 in trasferta contro l'Arouca. Il 31 maggio 2022 il Porto ha esercitato la sua opzione di acquisto, firmando un contratto fino al 30 giugno 2027.
Diventato titolare per la squadra guidata da Sérgio Conceição, ha segnato il suo primo gol il 30 settembre nella vittoria per 4-1 in casa contro il Braga. Ha segnato altri due gol nella fase a gironi della UEFA Champions League, contribuendo a far avanzare la sua squadra come vincitrice del girone, contro il Club Brugge in una vittoria per 4-0 e contro l'Atlético Madrid in una vittoria casalinga per 2-1.
Nella corsa del Porto alla vittoria della 2022–23 Taça da Liga, Eustáquio ha segnato i gol iniziali nella vittoria per 3-0 in semifinale contro l'Académico de Viseu e nella finale per 2-0 contro lo Sporting CP. Il 15 aprile, durante l'intervallo della partita casalinga contro il Santa Clara, è stato informato della morte della madre Esmeralda all'età di 51 anni, ed è stato sostituito poco dopo nella vittoria per 2-1.

### Nazionale

#### Portogallo Under-21
Idoneo a rappresentare il Canada e il Portogallo, Eustáquio ha giocato per la squadra under-17 del Canada nella Coppa AGS 2012.
Nel novembre 2017 il manager del Portogallo Under-21 Rui Jorge lo ha convocato per le qualificazioni ai Qualificazioni al Campionato Europeo Under-21 2019 contro la Romania e la Svizzera che si sarebbero tenute all'inizio di quel mese. Ha ottenuto la sua prima presenza contro la Romania, giocando 90 minuti e ricevendo un cartellino giallo nel pareggio per 1-1 a Costanza.

#### Canada
Nel febbraio 2019, Eustáquio ha deciso di giocare per il Canada. Dopo il suo ritorno dall'infortunio al ginocchio, è stato convocato per la prima volta nella nazionale il 1º ottobre 2019 per una partita della CONCACAF Nations League contro gli Stati Uniti. Ha fatto il suo debutto il 15 novembre, entrando in campo al posto di Mark-Anthony Kaye nella seconda metà della sconfitta per 4-1 in trasferta.
Eustáquio è stato convocato per la rosa preliminare di 60 giocatori per la 2021 CONCACAF Gold Cup il 18 giugno, prima di entrare nella rosa definitiva per il torneo. Ha segnato il suo primo gol internazionale nella prima partita del girone il 11 luglio, una vittoria per 4-1 contro Martinica a Kansas City, e quattro giorni dopo ha segnato un calcio di punizione diretto per aprire la vittoria per 4-1 contro Haiti nella stessa sede. Il Canada è arrivato in semifinale, con lui che ha concluso la vittoria per 2-0 contro Costa Rica negli ottavi di finale. Eustáquio è stato convocato per la squadra della 2022 FIFA World Cup, giocando due partite nella fase a gironi. Nel giugno 2023 è stato convocato per le 2023 CONCACAF Nations League Finals. Più tardi lo stesso mese, è stato inserito nella rosa definitiva di 23 giocatori che avrebbero partecipato alla Gold Cup 2023, ma si è ritirato poco prima dell'inizio del torneo.

## Statistiche

### Cronologia presenze e reti in nazionale
| Cronologia completa delle presenze e delle reti in nazionale ― Canada | Cronologia completa delle presenze e delle reti in nazionale ― Canada | Cronologia completa delle presenze e delle reti in nazionale ― Canada | Cronologia completa delle presenze e delle reti in nazionale ― Canada | Cronologia completa delle presenze e delle reti in nazionale ― Canada | Cronologia completa delle presenze e delle reti in nazionale ― Canada | Cronologia completa delle presenze e delle reti in nazionale ― Canada | Cronologia completa delle presenze e delle reti in nazionale ― Canada |
| Data                                                                  | Città                                                                 | In casa                                                               | Risultato                                                             | Ospiti                                                                | Competizione                                                          | Reti                                                                  | Note                                                                  |
| --------------------------------------------------------------------- | --------------------------------------------------------------------- | --------------------------------------------------------------------- | --------------------------------------------------------------------- | --------------------------------------------------------------------- | --------------------------------------------------------------------- | --------------------------------------------------------------------- | --------------------------------------------------------------------- |
| 15-11-2019                                                            | Orlando                                                               | Stati Uniti                                                           | 4 – 1                                                                 | Canada                                                                | CONCACAF Nations League 2019-2020 - 2º turno                          | -                                                                     | 62’                                                                   |
| 25-3-2021                                                             | Orlando                                                               | Canada                                                                | 5 – 1                                                                 | Bermuda                                                               | Qual. Mondiali 2022                                                   | -                                                                     |                                                                       |
| 29-3-2021                                                             | Bradenton                                                             | Isole Cayman                                                          | 0 – 11                                                                | Canada                                                                | Qual. Mondiali 2022                                                   | -                                                                     | 67’                                                                   |
| 8-6-2021                                                              | Bridgeview                                                            | Canada                                                                | 4 – 0                                                                 | Suriname                                                              | Qual. Mondiali 2022                                                   | -                                                                     |                                                                       |
| 12-6-2021                                                             | Port-au-Prince                                                        | Haiti                                                                 | 0 – 1                                                                 | Canada                                                                | Qual. Mondiali 2022                                                   | -                                                                     |                                                                       |
| 15-6-2021                                                             | Bridgeview                                                            | Canada                                                                | 3 – 0                                                                 | Haiti                                                                 | Qual. Mondiali 2022                                                   | -                                                                     |                                                                       |
| 11-7-2021                                                             | Kansas City                                                           | Canada                                                                | 4 – 1                                                                 | Martinica                                                             | Gold Cup 2021 - 1º turno                                              | 1                                                                     | 8’ 74’                                                                |
| 15-7-2021                                                             | Kansas City                                                           | Haiti                                                                 | 1 – 4                                                                 | Canada                                                                | Gold Cup 2021 - 1º turno                                              | 1                                                                     | 82’                                                                   |
| 24-7-2021                                                             | Arlington                                                             | Costa Rica                                                            | 0 – 2                                                                 | Canada                                                                | Gold Cup 2021 - Quarti di finale                                      | 1                                                                     |                                                                       |
| 29-7-2021                                                             | Houston                                                               | Messico                                                               | 2 – 1                                                                 | Canada                                                                | Gold Cup 2021 - Semifinale                                            | -                                                                     |                                                                       |
| 2-9-2021                                                              | Toronto                                                               | Canada                                                                | 1 – 1                                                                 | Honduras                                                              | Qual. Mondiali 2022                                                   | -                                                                     |                                                                       |
| 5-9-2021                                                              | Nashville                                                             | Stati Uniti                                                           | 1 – 1                                                                 | Canada                                                                | Qual. Mondiali 2022                                                   | -                                                                     |                                                                       |
| 8-9-2021                                                              | Toronto                                                               | Canada                                                                | 3 – 0                                                                 | El Salvador                                                           | Qual. Mondiali 2022                                                   | -                                                                     | 70’                                                                   |
| 7-10-2021                                                             | Città del Messico                                                     | Messico                                                               | 1 – 1                                                                 | Canada                                                                | Qual. Mondiali 2022                                                   | -                                                                     |                                                                       |
| 10-10-2021                                                            | Kingston                                                              | Giamaica                                                              | 0 – 0                                                                 | Canada                                                                | Qual. Mondiali 2022                                                   | -                                                                     | 69’                                                                   |
| 13-10-2021                                                            | Toronto                                                               | Canada                                                                | 4 – 1                                                                 | Panama                                                                | Qual. Mondiali 2022                                                   | -                                                                     | 85’                                                                   |
| 12-11-2021                                                            | Edmonton                                                              | Canada                                                                | 1 – 0                                                                 | Costa Rica                                                            | Qual. Mondiali 2022                                                   | -                                                                     |                                                                       |
| 16-11-2021                                                            | Edmonton                                                              | Canada                                                                | 2 – 1                                                                 | Messico                                                               | Qual. Mondiali 2022                                                   | -                                                                     |                                                                       |
| 2-2-2022                                                              | San Salvador                                                          | El Salvador                                                           | 0 – 2                                                                 | Canada                                                                | Qual. Mondiali 2022                                                   | -                                                                     | 80’                                                                   |
| 24-3-2022                                                             | San José                                                              | Costa Rica                                                            | 1 – 0                                                                 | Canada                                                                | Qual. Mondiali 2022                                                   | -                                                                     |                                                                       |
| 27-3-2022                                                             | Toronto                                                               | Canada                                                                | 4 – 0                                                                 | Giamaica                                                              | Qual. Mondiali 2022                                                   | -                                                                     | 62’                                                                   |
| 30-3-2022                                                             | Panama                                                                | Panama                                                                | 1 – 0                                                                 | Canada                                                                | Qual. Mondiali 2022                                                   | -                                                                     |                                                                       |
| 10-6-2022                                                             | Vancouver                                                             | Canada                                                                | 4 – 0                                                                 | Curaçao                                                               | CONCACAF Nations League 2022-2023 - 1º turno                          | -                                                                     |                                                                       |
| 13-6-2022                                                             | San Pedro Sula                                                        | Honduras                                                              | 2 – 1                                                                 | Canada                                                                | CONCACAF Nations League 2022-2023 - 1º turno                          | -                                                                     |                                                                       |
| 23-9-2022                                                             | Vienna                                                                | Qatar                                                                 | 0 – 2                                                                 | Canada                                                                | Amichevole                                                            | -                                                                     |                                                                       |
| 27-9-2022                                                             | Bratislava                                                            | Canada                                                                | 0 – 2                                                                 | Uruguay                                                               | Amichevole                                                            | -                                                                     |                                                                       |
| 23-11-2022                                                            | Al Rayyan                                                             | Belgio                                                                | 1 – 0                                                                 | Canada                                                                | Mondiali 2022 - 1º turno                                              | -                                                                     | 81’                                                                   |
| 27-11-2022                                                            | Al Rayyan                                                             | Croazia                                                               | 4 – 1                                                                 | Canada                                                                | Mondiali 2022 - 1º turno                                              | -                                                                     | 46’                                                                   |
| 25-3-2023                                                             | Willemstad                                                            | Curaçao                                                               | 0 – 2                                                                 | Canada                                                                | CONCACAF Nations League 2022-2023 - 1º turno                          | -                                                                     | 70’                                                                   |
| 28-3-2023                                                             | Toronto                                                               | Canada                                                                | 4 – 1                                                                 | Honduras                                                              | CONCACAF Nations League 2022-2023 - 1º turno                          | -                                                                     | 63’                                                                   |
| 15-6-2023                                                             | Paradise                                                              | Panama                                                                | 0 – 2                                                                 | Canada                                                                | CONCACAF Nations League 2022-2023 - Semifinale                        | -                                                                     |                                                                       |
| 18-6-2023                                                             | Paradise                                                              | Canada                                                                | 0 – 2                                                                 | Stati Uniti                                                           | CONCACAF Nations League 2022-2023 - Finale                            | -                                                                     |                                                                       |
| 18-11-2023                                                            | Kingston                                                              | Giamaica                                                              | 1 – 2                                                                 | Canada                                                                | CONCACAF Nations League 2023-2024 - Quarti di finale                  | 1                                                                     |                                                                       |
| 21-11-2023                                                            | Toronto                                                               | Canada                                                                | 2 – 3                                                                 | Giamaica                                                              | CONCACAF Nations League 2023-2024 - Quarti di finale                  | -                                                                     | 90’                                                                   |
| 23-3-2024                                                             | Frisco                                                                | Canada                                                                | 2 – 0                                                                 | Trinidad e Tobago                                                     | CONCACAF Nations League 2023-2024 - play-off                          | -                                                                     | 90+4’                                                                 |
| 6-6-2024                                                              | Rotterdam                                                             | Paesi Bassi                                                           | 4 – 0                                                                 | Canada                                                                | Amichevole                                                            | -                                                                     | 71’                                                                   |
| 9-6-2024                                                              | Bordeaux                                                              | Francia                                                               | 0 – 0                                                                 | Canada                                                                | Amichevole                                                            | -                                                                     | cap.                                                                  |
| 20-6-2024                                                             | Atlanta                                                               | Argentina                                                             | 2 – 0                                                                 | Canada                                                                | Coppa America 2024 - 1º turno                                         | -                                                                     |                                                                       |
| 25-6-2024                                                             | Kansas City                                                           | Perù                                                                  | 0 – 1                                                                 | Canada                                                                | Coppa America 2024 - 1º turno                                         | -                                                                     |                                                                       |
| 29-6-2024                                                             | Orlando                                                               | Canada                                                                | 0 – 0                                                                 | Cile                                                                  | Coppa America 2024 - 1º turno                                         | -                                                                     |                                                                       |
| 5-7-2024                                                              | Arlington                                                             | Venezuela                                                             | 1 – 1 (3 - 4 dtr)                                                     | Canada                                                                | Coppa America 2024 - Quarti di finale                                 | -                                                                     |                                                                       |
| 9-7-2024                                                              | East Rutherford                                                       | Argentina                                                             | 2 – 0                                                                 | Canada                                                                | Coppa America 2024 - Semifinale                                       | -                                                                     | 63’ 72’                                                               |
| 7-9-2024                                                              | Kansas City                                                           | Stati Uniti                                                           | 1 – 2                                                                 | Canada                                                                | Amichevole                                                            | -                                                                     | 67’                                                                   |
| 10-9-2024                                                             | Arlington                                                             | Messico                                                               | 0 – 0                                                                 | Canada                                                                | Amichevole                                                            | -                                                                     |                                                                       |
| 15-10-2024                                                            | Toronto                                                               | Canada                                                                | 2 – 1                                                                 | Panama                                                                | Amichevole                                                            | -                                                                     | 35’ 79’                                                               |
| 15-11-2024                                                            | Paramaribo                                                            | Suriname                                                              | 0 – 1                                                                 | Canada                                                                | CONCACAF Nations League 2024-2025 - Quarti di finale                  | -                                                                     | cap. 85’                                                              |
| 19-11-2024                                                            | Toronto                                                               | Canada                                                                | 3 – 0                                                                 | Suriname                                                              | CONCACAF Nations League 2024-2025 - Quarti di finale                  | -                                                                     | cap.                                                                  |
| 20-3-2025                                                             | Inglewood                                                             | Canada                                                                | 0 – 2                                                                 | Messico                                                               | CONCACAF Nations League 2024-2025 - Semifinale                        | -                                                                     | 80’                                                                   |
| 23-3-2025                                                             | Inglewood                                                             | Canada                                                                | 2 – 1                                                                 | Stati Uniti                                                           | CONCACAF Nations League 2024-2025 - Finale 3º posto                   | -                                                                     | 87’                                                                   |
| 7-6-2025                                                              | Toronto                                                               | Canada                                                                | 4 – 2                                                                 | Ucraina                                                               | Amichevole                                                            | -                                                                     | cap.                                                                  |
| Totale                                                                |                                                                       | Presenze                                                              | 50                                                                    |                                                                       | Reti                                                                  | 4                                                                     |                                                                       |

## Palmarès

### Club

#### Competizioni nazionali
- Campionato portoghese: 1

Porto: 2021-2022
- Coppa del Portogallo: 3

Porto: 2021-2022, 2022-2023, 2023-2024
- Coppa di Lega portoghese: 1

Porto: 2022-2023
- Supercoppa di Portogallo: 1

Porto: 2024